# Paráknottfågel
Paráknottfågel (Conopophaga snethlageae) är en fågelart i familjen knottfåglar inom ordningen tättingar.

## Utbredning och systematik
Fågeln delas in i två underarter med följande utbredning:
- C. s. snethlageae – Brasilien söder om Amazonfloden, från båda sidor av nedre Río Tapajós och Río Teles Pires östra sida österut till centrala Pará; ej känd från området västerut mot Río Madeira
- C. s. pallida – centrala Pará österut till Río Tocantins västra sida

Den kategoriserades tidigare som underart till kastanjebröstad knottfågel (C. aurita) men urskildes 2016 som egen art av BirdLife International, 2022 av tongivande eBird/Clements och 2023 av International Ornithological Congress.

## Status och hot
Arten har ett stort utbredningsområde, men tros minska i antal, dock inte tillräckligt kraftigt för att den ska betraktas som hotad. Internationella naturvårdsunionen IUCN listar arten som livskraftig (LC).